# Gurkenfahrstuhl

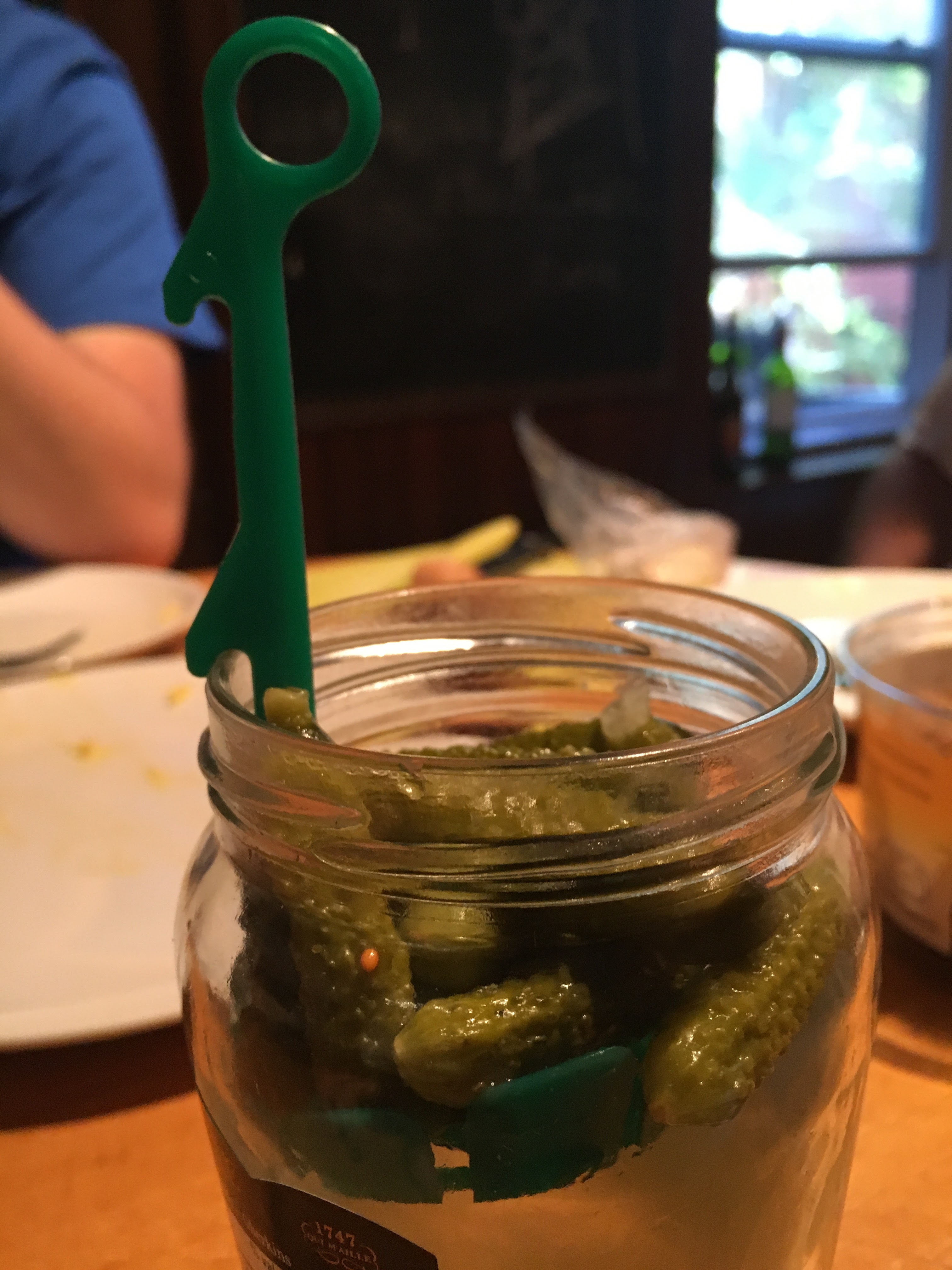
Ein ascenseur de cornichons im französischsprachigen Teil Kanadas

Ein Gurkenfahrstuhl (auch Gurkenlift, Gurkenaufzug oder Hebesieb, in Frankreich ascenseur de cornichons genannt) ist ein Zubehör, das besonders in französischen Gurkengläsern ausgeliefert wird. Es handelt sich dabei um ein Sieb mit Stiel am Boden des Glases. Es dient dazu, die im Gegensatz zu den deutschen Spreewaldgurken sehr kleinen Cornichons aus dem Gurkenglas zu fischen. Mithilfe von Haken kann es am Glasrand eingehängt werden. Beim Export von Gurkengläsern wird häufig auf dieses Zubehör verzichtet.
Analog gibt es für Küchen auch Plastikbehälter zur Aufbewahrung von eingelegten Gurken, Knoblauchzehen oder Oliven mit einer entsprechenden Hebevorrichtung.